# Demostene Botez
Demostene Botez (n. 29 iulie 1893, Hulub, România – d. 17 martie 1973, Iași, România) a fost un scriitor și publicist român, academician (membru corespondent din 1963) și avocat (licențiat în drept al Facultății din Iași). Tatăl său Anghel, a avut ca frate pe Gheorghe Botez. Acesta s-a căsătorit cu Anastasia și l-au avut ca fiu pe Neculai Botez, care s-a căsătorit cu Maria Dumbrăveanu din Iași (cu părinții Iordache și Profira Dumbrăveanu). Aceștia la rândul lor, au avut-o ca fiică pe Maria Botez (nepoata de pe unchi a lui Demostene Botez), căsătorită cu Vasile Achiței, din Iași. Din căsătoria lor, au ieșit șapte copii (Lucica, Victoria, Geta, Ileana, Magda, Ioana și Dumitru). Din căsătoria lui Victoria Achiței cu Dumitru Butnariu, au rezultat doi copii, Constantin și Valentin. Constantin Butnariu, este a treia generatie de nepoți a lui Demostene Botez. Maria Botez - nepoata de pe unchi (căsătorită Achiței) a scris poezii și versuri, moștenind astfel talentul familiei. Fiica sa Victoria (căsătorită Butnariu) a urmat cursurile Universității Alexandru Ioan Cuza, secția Filologie, fiind profesoară de limba română și rusă, la Liceul Industrial nr. 5, iar fiul său Constantin Butnariu, este absolvent al Institutului Agronomic Iași, fiind director de revistă și jurnalist din anul 1994, cu același talent literar.

## Biografie

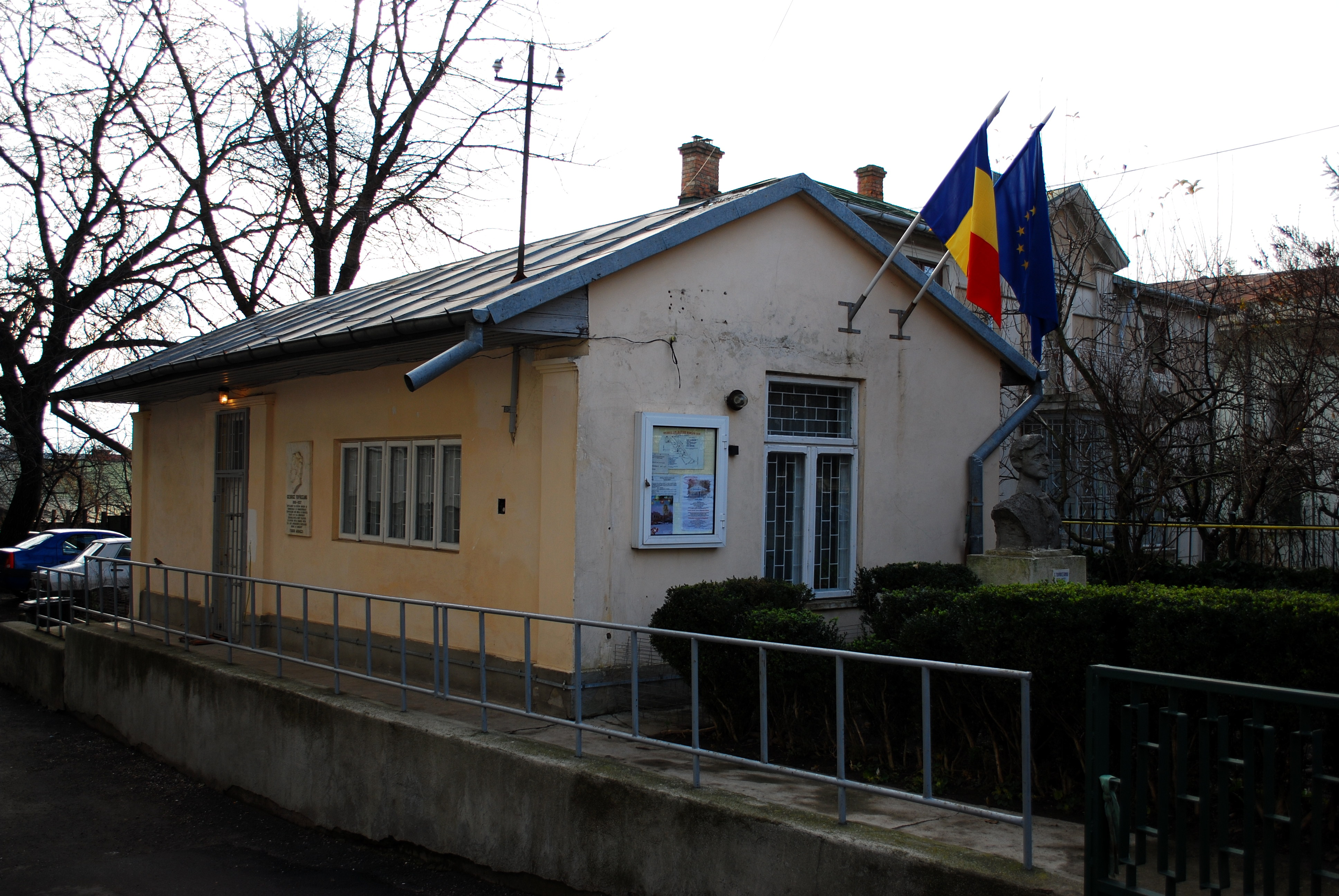
Casă construită, în Iași, de Lizeta Stroici, cumnata scriitorului Demostene Botez și pusă la dispoziție lui George Topîrceanu, în anul 1932. Astăzi Casa memorială George Topîrceanu

Demostene Botez s-a născut în satul Hulub, din județul Botoșani. A fost fiul lui Anghel Botez, preotul satului și al Ecaterinei Botez, născută Chirica, fiică de preot. A urmat primele două clase la școala primară în satul natal. Este trimis la școală la Botoșani în 1900, apoi la Iași. Studiile liceale le face mai întâi la un liceu particular, iar  apoi la Liceul Internat din Iași, pe care îl absolvă în 1912. A urmat Facultatea de Drept a Universității „Alexandru Ioan Cuza” din Iași și a obținut licența în drept în 1915. A început să practice avocatura la Iași, iar din 1934 la București. Până în 1950 a practicat avocatura în paralel cu activitatea literară. După 1950, a lucrat numai în domeniul literaturii și al publicisticii.
A debutat în literatură în 1911, cu o poezie publicată în revista ieșeană „Arhiva". Din 1921, a aderat de cercul de la revista „Viața românească", care i-a publicat o mare parte a creației sale. Debutul editorial a avut loc în 1918, cu volumul de poezii Munții, premiat de Academia Română.
A publicat multă literatura pentru copii și a desfășurat o bogată activitate de traducător.
Demostene Botez a fost o perioadă președinte al Uniunii Scriitorilor din România. A fost membru al  Partidului Muncitoresc Român.
Casa Memorială „George Topîrceanu" din Iași a aparținut scriitorului Demostene Botez, prieten cu George Topîrceanu.
În memoria sa, Liceul teoretic din Trușești poartă numele „Demostene Botez”.
Demostene Botez este înscris pe baza cererii tatălui, ,,…om sever și închis într-un gând al său… inteligent, și un simț al realității și al vieții”(,,Memorii” D. Botez), în clasa I-a, ultimul din clasă, la Școala Hulub, în luna decembrie 1893, la șase ani și cinci luni , având ca învățător pe D. Lăzărescu. Trimestrul I nu este notat. Promovează primul din cei 9 elevi care au trecut clasa. Înscris în clasa a-II-a, la nr. matricol 60, pag.27 avem posibilitatea de a afla ziua nașterii, 2 iulie 1883, pe care o considerăm ca fiind cea autentică, deși în diferite lucrări de specialitate au fost veghiculate și alte date. Promovează clasa a-II-a tot primul, având înclinație pentru limba română, științe și alte discipline, după cum arată mediile sfârșitului de an școlar, prevestiind a fi un elev dotat, inteligent și silitor, confirmată de o strălucită carieră literară.
Urmează clasa a III-a la Școala Marchian din Botoșani; clasa a IV-a la Institutul Particular al profesorului Culian din Iași, după care își continuă studiile la Liceul Internat din Iași, unde va descoperi pentru tot restul vieții, înclinații asupra viitoarei activități literare de poet și prozator, ,,…un fel de epocă preliterară, cum o definește poetul, fără finalitate: temele școlii elementare de poezie”(,,Scrieri” D. Botez). Coleg cu frații Păstorel și Ionel Teodoreanu, de care va lega o mare prietenie, îi cunoaște pe străluciții profesori Garabet Ibrăileanu și Calistrat Hogaș.
După terminarea studiilor de drept în 1915 și a mobilizării din primul război mondial, se dedică avocaturii, dar care nu-i dădea satisfacția împlinirii și, de aceea, își găsește refugiu și liniștea în literatură. Primele poezii le publică în 1911 în revista ,,Arhiva” din Iași, prima ediție a revistei ,,Flacăra”, scoasă de C. Banu, ,,Convorbiri literare”, după care începe colaborarea permanentă la ,,Viața românească”. Din 1913 publică în ziarul ieșean ,,Opinia”, cronici la romanele franțuzești. Viața îi pare ca o cursă reciprocă, ,,…ca o vânătoare în care nu poți descifra care este vânătorul și care este victima, căci virtual fiecare poate să fie în mod egal și una și alta.”
Garabet Ibrăileanu, nașul literar al tânărului avocat, i-a prefațat placheta de debut editorial, ,,Munții” în 1918, o broșură cu șase poezii, inspirate din ,,…tragedia sufletului și a geografiei țării noastre…jalea străbunilor”, apărute în ziarul ,,Momentul”, datorită tensiunii patriotice a prevederii păcii de la Buftea. Cu aceste poezii a primit premiul literar al Academiei Române pe baza referatului lui Duiuliu Zamfirescu.
„Nu am învățat poezia de la Mallarme sau de la Baudlaire, afirmă Demostene Botez, „ ea a izvorât din mijlocul țăranilor, din filozofia vieții moldovenești, de la Molocea, de la Tizu, de la Grădinaru din satul Hulub, pe care zadarnic îi veți căuta prin encicloprdiile literare” .
În 1920 tipărește primul volum de versuri, ,,Floarea Pământului” la Editura ,,Viața românească”  din Iași.
Pendulând între întuneric și lumină, depresie și bucurie, tristețe provincială, egocentrism și evadare, la remarca mentorului său, Garabet Ibrăileanu, Demostene Botez, realizează ,,… ieșirea din el însuși”:
,,Vers smuls din mine, eu te vreau bătut,
ca ritmul unui puls de om în mers,
ca viața însăși clocotind în mers,
ca pasul vremii care s-a născut” (Arta poetică)
Scrie poezii, ,,…esența din sufletul și ființa mea” nuvele, publicistică la mai multe ziare și reviste ale vremii, fiind primit cu simpatie de Tudor Arghezi și Teodorescu Braniște.
Copilăria și vacanțele și le-a petrecut în satul natal Hulub, locul ce-i va marca veșnicia, ,,…am fost tot timpul elevul țăranului din satul meu natal, al căror chipuri supte și cătrănite le purtam în ochi”.
După pierderea tatălui, printr-o întâmplare stupidă, cursul vieții tînărului Demostene se va schimba: ,,N-am mai putut ține casa părintească… S-a înstrăinat astfel și cuibul copilăriei, esența vieții mele”.
Vacanțele și le petrece la mănăstiri, în excursii în țară, în Deltă sau în jurul Bucureștiului, însoțit de Sadoveanu sau colindând ținuturile dintre M. Nordului, M. Baltică până în Egipt.
,,…Sunt ca un puf de păpădie
Pe care-l poartă veșnic vântul
…Pământul nu mă mai cunoaște
Nici țarina nu mă mai știe” (Deznădejde)
În ultimul sfert de veac al activității sale, a scris literatură pentru copii, cu un bogat conținut educativ, ce se răsfrânge ,,ca-n apa lacului poeziile acestui veac”:
,,Și-am învățat așa din grâu din pom,
Și care-i rost-u lume a fiecărui,
Și știu acum că rostul tău de om
E să te-mparți la oameni să te dărui”
(Poem pedagogic)
Activitatea literară a lui Demostene Botez cuprinde:
Volume de versuri: ,,Munții”(1918), , Floare pământului”(1920), ,,Povestea omului”(1924), ,,Zilele vieții”(1927), ,, Cuvinte de dincolo”(1934), ,,Povestea greierului” ,,Lanterna magică”, ,,Floarea soarelui,” ,,Carnet”, ,,Oglinzi”etc.
Nuvele: ,,Roman perpetuu”, ,,Dumnezeu”, ,,De dincolo”, ,, Obsesia”, ,,Domnul Leon”, ,,Tramvaiul de noapte” etc.
Romane: ,,Ghiocul”, ,,Înălțarea la cer”, ,,Bucuria tinereții”, Oameni de lut” etc.
Jurnale: ,,În căutarea mea”, ,,Curcubeu peste Dunăre” etc.
Activitatea publicistică de peste șase decenii a lui Demostene Botez cuprinde trei etape.
1911-1913, colaborarea la ,,Arhiva”, ,,Viața românească”, ,,Convorbiri literare”, ,,Teatrul”, ,,Flacăra”, ,,Cronica” ,,Momentul”, ,,Facla” etc.;
În perioada interbelică, Demostene Botez a avut o activitate prolifică, numele său fiind întâlnit mai în toate publicațiile vremii: ,,Însemnări literare”, ,,Viața românească”, ,,Dreptatea”, ,,Lumea”, ,,Adevărul literar și artistic”, ,,Reporter”, ,,Convorbiri literare”, ,,Adevărul”,,,Clopotul”, ,,Cuvântul liber” etc.șe regăsesc în volumul, ,,Comedia umană” publicat în 1940 la Editura SOCEL.
După cel De-Al Doilea Război Mondial colaborează la ,,Scânteia”, ,,România literară”, ,,Luceafărul”, ,,Viața românească” ( al cărui director este din 1964, și până în martie 1973, data morții sale), ,,Gazeta literară”, ,,Iașul literar”, ,,Tânărul scriitor”, ,,Gazeta”, ,,Contemporanul”, ,,Convorbiri literare”, ,,Cronica” etc.
Scrie două volume de memorii; ultimul apare postum.
Pentru activitatea literară apreciată de contemporani, din 1963 devine Membru corespodent al Academiei Române, iar în anii 1964-1965 este ales Președinte al Uniunii Scriitorilor din România.
Cu ocazia împlinirea a 75 de ani este sărbătorit în 1968 de Academia Română. Mai revine pe locurile natale, mult îndrăgite pentru a se reculege la mormântul tatălui său, de lângă biserica pe care ctitorit-o (15 iulie 1889-21 mai 1891) și pentru a vedea satul, casa și a sta de vorbă cu localnicii.
Retoric poetul se întreabă: Ce-am făcut? Și ce-am lăsat clipei viitoare?
,,Eu n-am sădit în preajmă-mi nici un pom,
nici glia strămoșească n-am arat,
dar mi-am plinit destinul meu de om,
dacă-ntr-un an, cândva, îndepărtat
pe urma s-a mai găsi un tom
în care veacul acesta l-am cântat”
Poeziile, ca oricare artă, corespund unei epoci, spune autorul, ,,… așa se și explică faptul că unii poeți sunt dați uitării, un timp și apoi revin pe primul plan, de parcă de nici n-ar fi fost cunoscuți până atunci”
Casa în care s-a născut și a copilărit Demostene Botez, ,,…situată pe o muchie de deal, cu o vedere largă peste Valea Jijiei, de-a lungul cursului ei și de cealaltă parte, până la încălcirea neagră a unei păduri pe culmea din față” se păstrează și astăzi; a fost cumpărată de preotul Hrușcă, acesta vânzând-o unei familii din sat. Grajdul și foișorul din livadă, în care Anghel Botez găsea un loc de reculegere, au dispărut cu timpul.
La 3 iulie 1983, o comisie din Iași, formată din oameni de cultură, în frunte cu reputatul profesor Constantin Ciopraga a venit la Hulub pentru a evoca în fața sătenilor care l-au cunoscut, personalitatea concetățanului lor și a fixa o placă comemorativă pe casa în care s-a născut Demostene Botez.

## Publicist

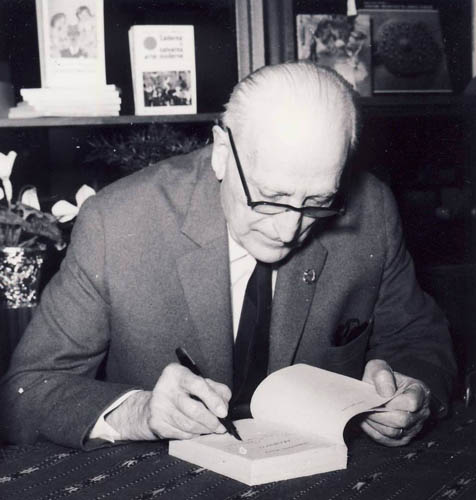
Demostene Botez

- A desfășurat activitate ziaristică la Cronica, Arena și Momentul.

## Scriitor
Volume publicate antum:
- Munții, 1918
- Floarea pământului, 1920
- Povestea omului, 1923
- Zilele vieții, 1927
- Ghiocul (roman),1931
- Cuvinte de dincolo, 1934
- Inălțarea la cer, (roman), 1937
- Obsesia, 1946
- Oameni de lut, (roman), 1947
- Floarea soarelui (versuri), Editura de Stat pentru literatură și artă, 1953
- De azi și de demult, 1955
- Versuri alese , Editura de Stat pentru literatură și artă, 1955
- Oameni în lumină, (versuri), 1956
- Picu și Gheorghiță, 1956
- Bucuria tinerții (roman),  Editura Tineretului, 1957
- Prin ani (versuri scrise intre anii 1945-1957), Editura de Stat pentru literatură și artă, 1958
- Lanterna magică, 1959
- Scriitor, carte, cititor (critică și istorie literară)  Editura: Societatea pentru Răspândirea Științei și Culturii, 1961
- Carnet (Versuri), 1961
- Poezii Editura Tineretului, 1961
- Hoinăreli prin natură, 1961, 1965, 1972
- Sfredeluș, 1962
- Noaptea luminată (Nuvele și povestiri), Editura pentru literatură, 1962
- Prin U.R.S.S, Colecția În jurul lumii, Editura Tineretului, 1962
- Amintiri despre oameni și religie, Editura Științifică, 1963
- Șantier, 1964
- Oglinzi (versuri), Editura pentru literatură, 1963
- Document (nuvele), Editura Tineretului, 1964
- Povestea greierului, 1964
- Însemnările lui Andrei Chirică, (povestiri), Editura Tineretului, 1964
- Chipuri și măști, (Articole. Note de călătorie), Editura pentru literatură, 1965
- Povestea greierului, 1965
- În fața timpului, 1967
- Aproape de pământ (Versuri), Editura pentru literatură, 1968
- Oameni de lut (roman), Editura pentru Literatură, 1968
- Fapte diverse, Editura pentru literatură, 1969
- Povestea Mărgicăi, 1970
- Memorii, vol. 1, Editura Minerva, 1970
- Memorii, vol. 2, Editura Minerva, 1970
- Na greu' pământului(poezii), Editura Cartea Românească, 1970
- Scrieri, Editura Minerva, 1971
- Patria și oamenii ei (versuri), Editura Eminescu, 1972
- Patriei, 1972
- Ghiocul; Înălțarea la cer, 1973
- Obsesia; Oameni de lut, 1973
- Tramvaiul de noapte, (nuvele), Editura Cartea Românească, 1973

## Traducător
- Gustave Flaubert, Doamna Bovary : (moravuri de provincie), traducere Demostene Botez, 1) RAO clasic, 1995; 2) Grupul Editorial Art, 2006, ISBN 973-7678-19-2

## În alte limbi
- Der Bauplatz (Șantier), traducere germană de Franz Johannes Bulhardt, Editura Tineretului, 1963
- Epitunk (Șantier), traducere maghiară, 1963
- Demostene Botez legszebb versei (Cele mai frumoase poezii]), traducere în limba maghiară de Bölöni Sádor, Deák Tamás, Franyó Zoltán, Horváth Imre, Jancsik Pál, Jánky Béla, Jékely Zoltán, Korda István, Márki Zoltán, Veress Zoltán, Ifjúsági Könyvkiadó, Bukarest, 1964.[9]

## Distincții
- Ordinul Muncii clasa a II-a (21 august 1954) „pentru merite deosebite pe tărîmul construcției de stat, economice, sociale și culturale, cu ocazia celei de a zecea aniversări a eliberării patriei noastre”[10]
- Ordinul Muncii cl. I (1963)[11]
- Ordinul Meritul Cultural clasa I (25 decembrie 1967) „pentru merite deosebite în opera de construire a socialismului, cu prilejul celei de-a XX-a aniversări a proclamării Republicii”[12]
- titlul de Erou al Muncii Socialiste și medalia de aur „Secera și ciocanul” (4 mai 1971) „cu prilejul aniversării a 50 de ani de la constituirea Partidului Comunist Român, [...] pentru merite deosebite în domeniul științei, artei și culturii”[13]